# Frank Neven
Frank Neven (* 26. Mai 1995) ist ein belgischer Eishockeyspieler, der seit 2013 bei den Bulldogs de Liège unter Vertrag steht und mit ihnen seit 2015 in der belgisch-niederländischen BeNe League spielt.

## Karriere
Frank Neven spielte zu Beginn seiner Karriere als Eishockeyspieler beim IHC Leuven, für den er 2012 in der belgischen Ehrendivision debütierte, nachdem er in der Vorsaison in der zweiten Mannschaft des Clubs in der zweiten Liga gespielt hatte. 2013 gewann er mit seinem Team die belgische Landesmeisterschaft. Anschließend wechselte er zu den Bulldogs de Liège. Mit dem Club aus der kulturellen Metropole der Wallonie gewann er 2014 nicht nur erneut den Landesmeistertitel, sondern auch den Pokalwettbewerb. Seit 2015 spielt er mit den Bulldoggen in der neugegründeten BeNe League. 2018 konnte er mit dem Klub erneut den belgischen Pokalwettbewerb gewinnen. 2023 und 2024 gewann er mit dem Team aus Lüttich die BeNe League.

### International
Für Belgien nahm Neven bereits an den U18-Weltmeisterschaften 2012 in der Division III und 2013 in der Division II teil. In der U20 spielte er bei den Weltmeisterschaften 2013 und 2015 in der Division II und nach zwischenzeitlichem Abstieg 2014, als er nach seinem Landsmann Michael van Egdom zweitbester Scorer und nach dem Neuseeländer Aaron Henderson zweitbester Torschütze des Turniers war und zum besten Abwehrspieler gewählt wurde, in der Division III.
Mit der Herren-Nationalmannschaft nahm Neven den Weltmeisterschaften der Division II 2014, 2015, 2017, 2018, 2019, 2022, als er zum besten Verteidiger des Turniers gewählt wurde, und 2024 teil.

## Erfolge und Auszeichnungen
- 2012 Aufstieg in die Division II, Gruppe B, bei der U18-Weltmeisterschaft, Division III, Gruppe A
- 2013 Belgischer Meister mit dem IHC Leuven
- 2014 Belgischer Meister und Pokalsieger mit den Bulldogs de Liège
- 2014 Aufstieg in die Division II, Gruppe B, bei der U20-Weltmeisterschaft der  Division III
- 2014 Bester Verteidiger bei der U20-Weltmeisterschaft der Division III
- 2018 belgischer Pokalsieger mit den Bulldogs de Liège
- 2022 ABester Verteidiger bei der Weltmeisterschaft der Division II, Gruppe B
- 2023 Gewinn der BeNe League mit den Bulldogs de Liège
- 2024 Gewinn der BeNe League mit den Bulldogs de Liège
- 2024 Aufstieg in die Division II, Gruppe A, bei der Weltmeisterschaft der Division II, Gruppe B

## Statistik
(Stand: Ende der Spielzeit 2023/24)